# Anchor Island, Nunavut
Anchor Island är en ö i Kanada.   Den ligger i territoriet Nunavut, i den centrala delen av landet, 3 300 km nordväst om huvudstaden Ottawa. Arean är 0,74 kvadratkilometer.  Ön ligger i arkipelagen Duke of York Archipelago i viken Coronation Gulf.
Terrängen på Anchor Island är mycket platt. Öns högsta punkt är 28 meter över havet. Den sträcker sig 0,9 kilometer i nord-sydlig riktning, och 1,2 kilometer i öst-västlig riktning.